# Ralf Gregan
Ralf Gregan (* 2. Dezember 1933 in Bremen) ist ein deutscher Regisseur, Schauspieler und Drehbuchautor. Er arbeitete auch unter dem Pseudonym Ilja von Anutroff.

## Biographie
Gregan absolvierte die Handelsschule und im Anschluss daran eine dreijährige Ausbildung als Schaufensterdekorateur. Dieser Beruf füllte ihn allerdings nicht aus, stattdessen begann er 1958 an einer Schauspielschule mit einer Gesangs- und Tanzausbildung. 1960 konnte er erste Engagements an den Theatern in Rendsburg und Hamburg verzeichnen und profilierte sich gleichzeitig als Autor von drei Bühnenstücken, die bundesweit aufgeführt wurden. 1963 gründete er das Kabarett „Hamburger Meisengesellschaft“ und fungierte dort als Autor und Regisseur. Im Jahr darauf ging er nach Berlin und arbeitete zusammen mit Dieter Hallervorden am Kabarett „Die Wühlmäuse“. In den folgenden Jahren wandte sich Gregan zunehmend dem Fernsehen zu und führte bei einer Reihe von Filmen und Fernsehserien Regie. Bekannt wurde er vor allem durch seine Zusammenarbeit mit dem Berliner Schauspieler Dieter Hallervorden, für den er die Figur des "Didi" in "Nonstop Nonsens" erfand. Gelegentlich trat Gregan auch in kleinen Rollen selbst in den von ihm inszenierten Filmen auf, so z. B. als Theaterregisseur in der Fernsehkomödie „Mein Gott, Willi!“
Ralf Gregan lebt heute in Berlin und Mallorca, ist verheiratet und hat zwei Kinder. Er arbeitet seit den sechziger Jahren mit Dieter Hallervorden zusammen. Beide verbindet, nach eigener Aussage, eine tiefe Freundschaft, die sich positiv auf ihr gemeinsames Schaffenswerk auswirkte.

## Filmografie (Auswahl)
Schauspieler
- 1964: Stahlnetz (Fernsehserie, 2 Folgen)
- 1965–1966: Kommissar Freytag (9 Folgen)
- 1966: Sperrbezirk (Fernsehserie)
- 1966: Der Fall der Generale (Fernsehfilm)
- 1966: Playgirl
- 1967: Pension Clausewitz
- 1967: Das Kriminalmuseum – Die Kiste (Fernsehserie)
- 1967: Der sanfte Lauf
- 1969: Der Kidnapper (Fernsehfilm)
- 1970: Das Millionenspiel (Fernsehfilm)
- 1971: Ein Vogel bin ich nicht (Fernsehfilm)
- 1973: Hamburg Transit – Sein letzter Drink (Fernsehserie)
- 1973: Lokaltermin – Die Brosche (Fernsehserie)
- 1975–1980: Nonstop Nonsens (Serie, 4 Folgen; auch Drehbuch)
- 1976: Auf Biegen oder Brechen

Regie
- 1969: Mehrmals täglich (auch Drehbuch)
- 1969: Die Hochzeitsreise
- 1971: Die goldene Banane von Bad Porno (auch Drehbuch)
- 1972: Bettkarriere
- 1972: Frühreife Betthäschen (auch Drehbuch)
- 1972: Heute hau’n wir auf die Pauke (auch Drehbuch und Schauspieler)
- 1973: Liebe zwischen Tür und Angel
- 1973: Bettkanonen
- 1973: Das sündige Bett (auch Schauspieler)
- 1975: Das Amulett des Todes
- 1977: Mr. Carlis und seine abenteuerlichen Geschichten (Serie)
- 1980: Heiße Kartoffeln (nur Drehbuch)
- 1980: Bühne frei für Kolowitz (Fernsehfilm)
- 1980: Hollywood, ich komme (Fernsehfilm)
- 1980: Mein Gott, Willi! (Fernsehfilm, auch Drehbuch und Schauspieler)
- 1981: Alles im Eimer (auch Drehbuch)
- 1981: Onkel & Co (Fernsehserie, 2 Folgen, auch Drehbuch und Schauspieler)
- 1983: Ein Mord liegt auf der Hand (Fernsehfilm, auch Drehbuch)
- 1983–1984: Zelleriesalat (Fernsehserie, 4 Folgen, auch Drehbuch)
- 1984: Zwei schwarze Schafe (Fernsehserie, 3 Folgen)
- 1985–1986: Didi – Der Untermieter (Serie, 17 Folgen)
- 1986–1992: Berliner Weiße mit Schuß (Serie; auch Drehbuch)
- 1987: Beule oder Wie man einen Tresor knackt
- 1987: Weissblaue Weihnachten (Serie)
- 1989: Die Didi-Show (Fernsehserie, 3 Folgen; nur Drehbuch)
- 1992: Tücken des Alltags (Fernsehserie, 2 Folgen)
- 1994: Matchball (Fernsehserie, 13 Folgen)
- 1994–1999: Evelyn Hamanns Geschichten aus dem Leben (Fernsehserie, 11 Folgen)
- 1995: Nich’ mit Leo
- 1997: Röpers letzter Tag (Fernsehfilm)
- 1998: Anitas Welt (Fernsehserie)
- 1999–2001: Salto Kommunale (Fernsehserie, 20 Folgen)
- 2000: Max & Lisa (Serie, 9 Folgen)